# LCVP (イギリス)
LCVPは、イギリスの上陸用舟艇（LCVP）。
フィアレス級揚陸艦の搭載艇としてLCVP Mk2が配備されたのが、イギリスにおける最初のLCVPである。これは、第二次世界大戦期より使用されていたLCAを更新したもので、イギリス海兵隊第1強襲群によって運用される。

## LCVP Mk2
ドーセットの港町プールのドーセット・ヨット社で1960年代に建造された。完全武装した海兵隊員35人もしくはランドローバー2輌を積載可能であり、フォーデンのディーゼルエンジン2基を動力とした。
「フィアレス」の搭載艇フォックストロット 7（FOXTROT 7）は、フォークランド紛争中の1982年5月24日、炎上するアンテロープからの脱出に用いられた。その後1986年にポーツマスのイギリス海兵隊博物館へ寄贈された。2001年には修復され、展示されている。

## LCVP Mk4
1986年よりLCVP Mk2を更新した。イギリス海兵隊独自の揚陸部隊に用いられた。船尾の吃水は75cmであり、パーキンスのターボチャージャー付き6気筒ディーゼルエンジン2基を動力とした。4隻は陸軍のイギリス兵站軍団によって用いられた。
2012年には、退役したとみられている。

## LCVP Mk5

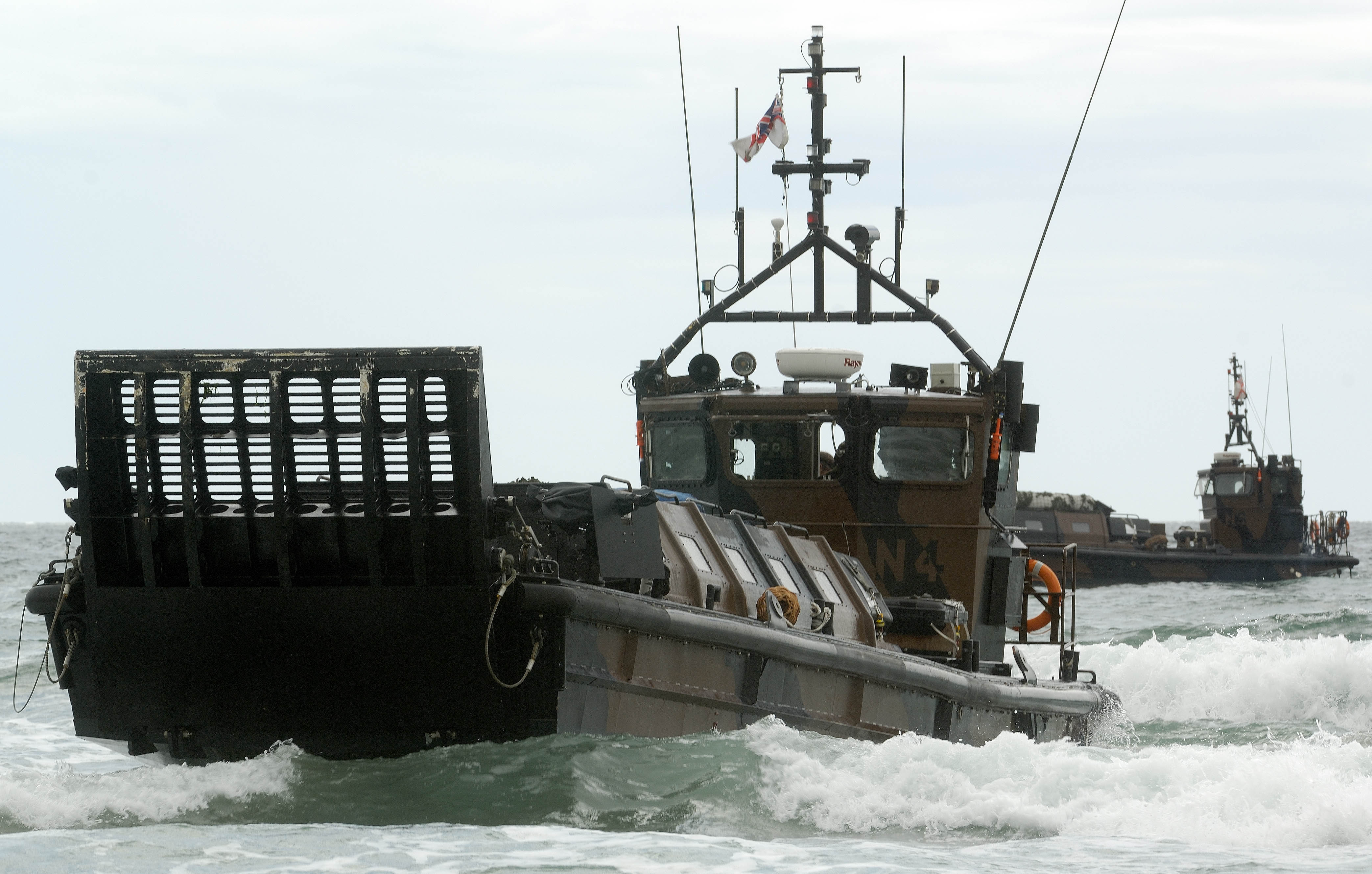
LCVP Mk5

ヴォスパー・ソーニクロフトとFBM・バブコック・マリーンによって建造され、1996年より就役した。4隻で1個中隊140人を揚陸することができる。ヘリコプター揚陸艦「オーシャン」とアルビオン級揚陸艦の搭載艇として運用されている
2012年の段階で23隻（9473、9673 - 9676、9707 - 9724）が在籍していたが、2014年には9473、9673、9674、9708の4隻が退役し19隻に減勢している。

## 要目
| 要目       | LCVP Mk2                                  | LCVP Mk5                                     |
| ---------- | ----------------------------------------- | -------------------------------------------- |
| 軽貨排水量 | 8.5t                                      |                                              |
| 満載排水量 | 13.5t                                     | 24t                                          |
| 全長       | 41.5フィート (12.6 m)                     | 15.7m                                        |
| 全幅       | 10フィート (3.0 m)                        | 4.3m                                         |
| 全長       | 41.5フィート (12.6 m)                     | 4.3m                                         |
| 速力       | 10ノット                                  | 24ノット                                     |
| 機関       | フォーデンディーゼルエンジン2基（200bhp） | ディーゼルエンジン2基 ウォータージェット推進 |
| 航続距離   |                                           | 210海里 (390 km)                             |
| 搭載能力   | 38人（乗員3、海兵隊35）                   | 38人（乗員3、海兵隊35）                      |